# Panni sporchi (film 1999)
Panni sporchi è un film del 1999 diretto da Mario Monicelli.
Tra gli interpreti figurano Michele Placido, Paolo Bonacelli, Gigi Proietti, Marina Confalone e Mariangela Melato.

## Trama
La famiglia marchigiana dei Razzi ha un'impresa produttrice di caramelle digestive a base di cicoria, la cosiddetta 'cialda'. A capo della ditta c'è Furio, il marito di Cinzia Razzi, ma il suocero Amedeo, vorrebbe sostituirlo con il nipote Camillo, orfano di padre.
Da questo incipit nascono peripezie e intrighi nella famiglia, fino a quando non viene spossessata di tutto da una banda di albanesi.

## Analisi
Il film, per il tema trattato, segue il filone di Parenti serpenti (1992) dello stesso Monicelli. Nel film la storia è sempre incentrata su una famiglia, questa volta delle Marche (rispetto a quella abruzzese della pellicola precedente), che è alle prese con il potere per il proprio tornaconto, e che per averlo usa il ricatto contro il vicino.
Il tema della famiglia è trattato con la tipica freddezza monicelliana, stavolta ingrandendo il quadro sulla società dell'italiano medio nella fine degli anni Novanta. La famiglia ancora una volta è vista come un nido di vipere dove prevalgono l'odio reciproco, l'arrivismo, la paura per il provincialismo e l'attaccamento all'Europa, vista come una comunità dove protagonista è la moneta e non la policultura.
Ogni familiare della casa Razzi ha debolezze e odia il prossimo, non essendoci alcuna figura positiva, tranne il mite professore Melchiorri (figlio illegittimo del Presidente onorario della fabbrica familiare), che viene accusato dal capofamiglia di violenze verso la figlia adolescente, e poi privato del suo compagno dalla stessa.
La regia e il montaggio sono realizzati con veloci stacchi per incontrare le piccole scene su ciascun personaggio, che viene mostrato in maniera così concisa nelle sue brutture da risultare quasi una macchietta.

## Personaggi

### Famiglia Razzi
- Amedeo: patriarca proprietario della fabbrica omonima di cialde alla cicoria. Un vecchio rimbambito dall'età che si fa ingannare dal nipote Camillo e muore per una pillola di ecstasy somministratagli proprio dal nipote.
- Furio Cimin: suo cognato, sposo di sua figlia Cinzia. Uomo irascibile e provinciale che fiuta l'inganno di Camillo ma non può agire perché non ha più la direzione della fabbrica. Tradisce la moglie con Bruna e non ha buoni rapporti coi figli. Spesso va all'hotel della sua amante per confidarsi con gli amici di poker.
- Cinzia: moglie di Furio e sorella di Genesio. Ha una salute debole ma in realtà è fragile di carattere e non riesce a sopportare le discussioni in famiglia perché vorrebbe solo l'ordine.
- Lina: acquisita nella famiglia, ora vedova e madre di Camillo. Donna energica che desidera un marito nuovo e si innamora di Rodolfo Melchiorri.
- Genesio: artista fallito ed introverso che ha molti debiti, uno dei quali anche con Camillo. Inscena un matrimonio con la giovane Fiore, ma non riesce ad avere dei soldi, dopo che ha firmato anche un assegno falso al padre per un finanziamento pubblicitario per la fabbrica. Venendo scacciato da Furio, Genesio, disperato, si spara.
- Rodolfo Melchiorri: figlio illegittimo di Amedeo. Si presenta al funerale del padre e viene accusato di rivendicazione di eredità e poi di molestie alla figlia di Furio. Unico tra i personaggi è molto cordiale e gentile con tutti. Con la scusa di farsi aiutare per l'esame di riparazione, la giovane Giada Razzi gli regala un barboncino, ingannando sua zia Lina; seduce anche ed infine scappa insieme ad Andrea, amore omosessuale di Rodolfo.
- Giada: figlia di Furio. Ragazza inquieta e svogliata che si fa aiutare dal professor Melchiorri per le lezioni di latino. Si innamora del fidanzato di lui Andrea e scappano insieme.
- Isolina: sorella di Amedeo, vedova. È una donna mite e rovinata dalla vecchiaia perché spesso confonde i propri parenti.
- Camillo: figlio di Lina. È un giovane ambizioso consumato dalla cocaina che commercia con degli albanesi. Amedeo lo ha nominato direttore della fabbrica per un rilancio d'immagine e per puntare più in alto con gli investimenti. Camillo adotta mille scuse, dicendo di voler portare in auge anche la squadra paesana di pallavolo, ma Furio intuisce che lui è un imbroglione. Consiglia allo zio Genesio di sposarsi con la giovane sorella del capo albanese per coprire i debiti, ma dopo il suo suicidio, Camillo è costretto a cedere la fabbrica, in segreto, agli albanesi. Carlino, il figlio di Furio, se ne accorge e confida tutto al padre, mentre Camillo tenta di uscire di scena in bellezza con un matrimonio.
- Carlino: figlio di Furio e fratello maggiore di Giada. Rappresenta il tipico adolescente che cambia vari ideali in breve tempo, infatti in origine era buddista e adesso comunica ai familiari che è un seguace di Satana, specializzato in riti infernali. Spesso è in lotta con don Paolo, il parroco di famiglia.

### Persone secondarie
- Bruna: lavora in un hotel dove Furio si incontra clandestinamente con lei. È una ragazza ambiziosa ma provinciale e pretende di essere sposata da Furio.
- Don Paolo: prete di famiglia, bigotto e legato ciecamente alla fede cattolica.
- Avvocato Pierattoni: avvocato di Furio, provinciale e superfluo, che si innamora di Fiore.
- Fiore Voyagis: ragazza albanese di famiglia spacciatrice che si sposa con Genesio perché il fratello mafioso possa appropriarsi della fabbrica.
- Gianni Morandi: sé stesso, è invitato con inganno al matrimonio di Camillo per fare pubblicità alla fabbrica.